# Oxalis tacorensis
Oxalis tacorensis är en harsyreväxtart som beskrevs av Brian Laurence Burtt. Oxalis tacorensis ingår i släktet oxalisar, och familjen harsyreväxter. Inga underarter finns listade i Catalogue of Life.